# Пек
Пек (от голл. pek — смола) — остаток от перегонки каменноугольного, торфяного, древесного дёгтя, а также нефтяной смолы (после пиролиза).
При ударе раскалывается с раковистым изломом; под постоянной нагрузкой проявляет пластичность. Твердая (иногда вязкая) масса чёрного цвета. В составе каменноугольного пека преобладают высокомолекулярные ароматические углеводороды; содержатся высшие фенолы и органические основания. Нерастворимая часть включает свободный углерод (8—30 %, в зависимости от температуры размягчения пека), золу (0,2 % и выше) и асфальтены. Плотность пека 1,2—1,3 г/см³. Пеки неэлектропроводны, нерастворимы в воде (торфяной и древесный содержат малые количества водорастворимых веществ), растворяются во многих органических растворителях (пиридине, бензоле и др.); устойчивы к действию кислот.
Применяют в производстве гидроизоляционных материалов, пекового электродного (беззольного) кокса, топливных брикетов, в дорожном строительстве, для изготовления толя, рубероида, при изготовлении лаков для окраски металлоконструкций и др. Углеродный пек используется в качестве исходного сырья для получения углеродных волокон.
В древности использовался для факельного освещения.

## Галерея
- Вагон-цистерна с электроподогревом для перевозки жидкого каменноугольного пека
- Опыт с капающим пеком